# Habralictus grammodes
Habralictus grammodes är en biart som först beskrevs av Joseph Vachal 1904.  Habralictus grammodes ingår i släktet Habralictus och familjen vägbin. Inga underarter finns listade i Catalogue of Life.